# Kanton Bouéni
Der Kanton Bouéni ist ein Kanton im französischen Übersee-Département Mayotte. Er besitzt den INSEE-Code 97602.

## Gemeinden
Der Kanton besteht aus drei Gemeinden und Gemeindeteilen mit insgesamt 15.056 Einwohnern (Stand: 14. Dezember 2017) auf einer Gesamtfläche von 54,61 km²:
| Gemeinde      | Einwohner 1. Januar 2022 | Fläche km² | Dichte Einw./km² | Code INSEE | Postleitzahl |
| ------------- | ------------------------ | ---------- | ---------------- | ---------- | ------------ |
| Bandrele      | 3.360                    | 19,73      | 170              | 97603      | 97620        |
| Bouéni        | 6.189                    | 14,29      | 433              | 97604      | 97620        |
| Kani-Kéli     | 5.507                    | 20,59      | 267              | 97609      | 97625        |
| Kanton Bouéni | 15.056                   | 54,61      | 276              | 97602      | –            |

1. ↑   Nur der südliche Teil der Gemeinde, der Rest gehört zum Kanton Dembeni.

## Geschichte
Von 1977 bis 2015 bestand ein gleichnamiger Kanton, der nur das Gebiet der Gemeinde Bouéni umfasste. Vertreter im Generalrat von Mayotte war von 2008 bis 2015 Mirhane Ousséni.